# Mark Carney
Mark Joseph Carney (* 16. března 1965, Fort Smith, Severozápadní teritoria, Kanada) je kanadský ekonom a politik, od března 2025 premiér Kanady a vůdce Liberální strany. V obou funkcích nahradil Justina Trudeaua. V letech 2008–2013 byl guvernérem kanadské centrální banky a mezi roky 2013–2020 guvernérem centrální banky Spojeného království.

## Kariéra
Carney vyrůstal ve městě Edmonton, hlavním městě provincie Alberta. Studoval na Harvardu a Oxfordu.
Po 13 let pracoval jako investiční bankéř u Goldman Sachs. V roce 2008 se ve 42 letech stal guvernérem kanadské centrální banky. Mezi lety 2013 a 2020 pak byl guvernérem centrální banky Spojeného království. Stal se tak prvním guvernérem v její 300leté historii, který nebyl Britem. Je také první, kdo stál v čele dvou centrálních bank zemí, které patří mezi sedm ekonomicky nejvyspělejších států planety (G7).
Od roku 2020 zastával pozici vyslance OSN pro finance a změnu klimatu. Dne 9. března 2025 byl zvolen nástupcem premiéra Trudeaua v čele Liberální strany.

## Osobní život
Během studia na univerzitě v Oxfordu navázal partnerský vztah s Dianou Foxovou, britskou ekonomku specializující se na rozvojové země. Vzali se v červenci 1994. Mají čtyři děti. 
Carney je praktikující katolík.

## Ocenění
- Důstojník Řádu Kanady (2014)